# Gastrochrysia lineolata
Amerila lineolata là một loài bướm đêm thuộc phân họ Arctiinae, họ Erebidae.